# .pg
.pg – domena internetowa przypisana dla stron internetowych z Papui-Nowej Gwinei. Została utworzona 26 września 1991. Zarządza nią The Papua New Guinea University of Technology.